# Edward Hawke
Edward Hawke (født 9. oktober 1777, East Malling, Kent, død 16. oktober 1849, Iver, Buckinghamshire) var en engelsk vandkolorist. Han var det fjerde (af fem) overlevende børn og yngste søn af Napoelonic-æra søofficer William Locker. Han blev opkaldt efter sin fars protektor admiral Edward Hawke. 
Hawke blev gift i 1815 med Eleanor Mary Elizabeth Boucher, hvis far, den ærværdige Jonathan Boucher, engang havde været en ven af George Washington.
De fik to børn, digteren Frederik Locker-Lampson (1821-1895) og romanforfatteren og journalisten Arthur Locker (1828-1893), senere redaktør af The Graphic. 
Parret boede på Windsor (1815-1819) og derefter i Greenwich (1819 og fremefter). Hawke blev udnævnt til sekretær (1819) og derefter civil kommissær (1824) til Royal Naval Hospital. Han var et af de stiftende medlemmer af Athenaeum Club. Et psykisk sammenbrud i 1844 tvang ham til at trække sig tilbage til Iver, hvor han døde fem år senere.